# Villaverde (Alava)
Pour les articles homonymes, voir Villaverde.
Villaverde en espagnol ou  est une commune ou contrée de la municipalité de Lagrán dans la province d'Alava dans la Communauté autonome basque.